# Brycinus
Brycinus – rodzaj słodkowodnych ryb kąsaczokształtnych z rodziny alestesowatych (Alestiidae).

## Występowanie
Afryka.

## Klasyfikacja
Gatunki zaliczane do tego rodzaju:
- Brycinus abeli
- Brycinus affinis
- Brycinus brevis
- Brycinus carolinae
- Brycinus chaperi – alestes Chapera[3], szaper[3]
- Brycinus derhami
- Brycinus ferox
- Brycinus fwaensis
- Brycinus imberi
- Brycinus intermedius
- Brycinus jacksonii
- Brycinus kingsleyae
- Brycinus lateralis
- Brycinus leuciscus
- Brycinus luteus
- Brycinus macrolepidotus
- Brycinus minutus
- Brycinus nigricauda
- Brycinus nurse
- Brycinus opisthotaenia
- Brycinus poptae
- Brycinus rhodopleura
- Brycinus sadleri
- Brycinus tessmanni

Gatunkiem typowym jest Brycinus macrolepidotus.

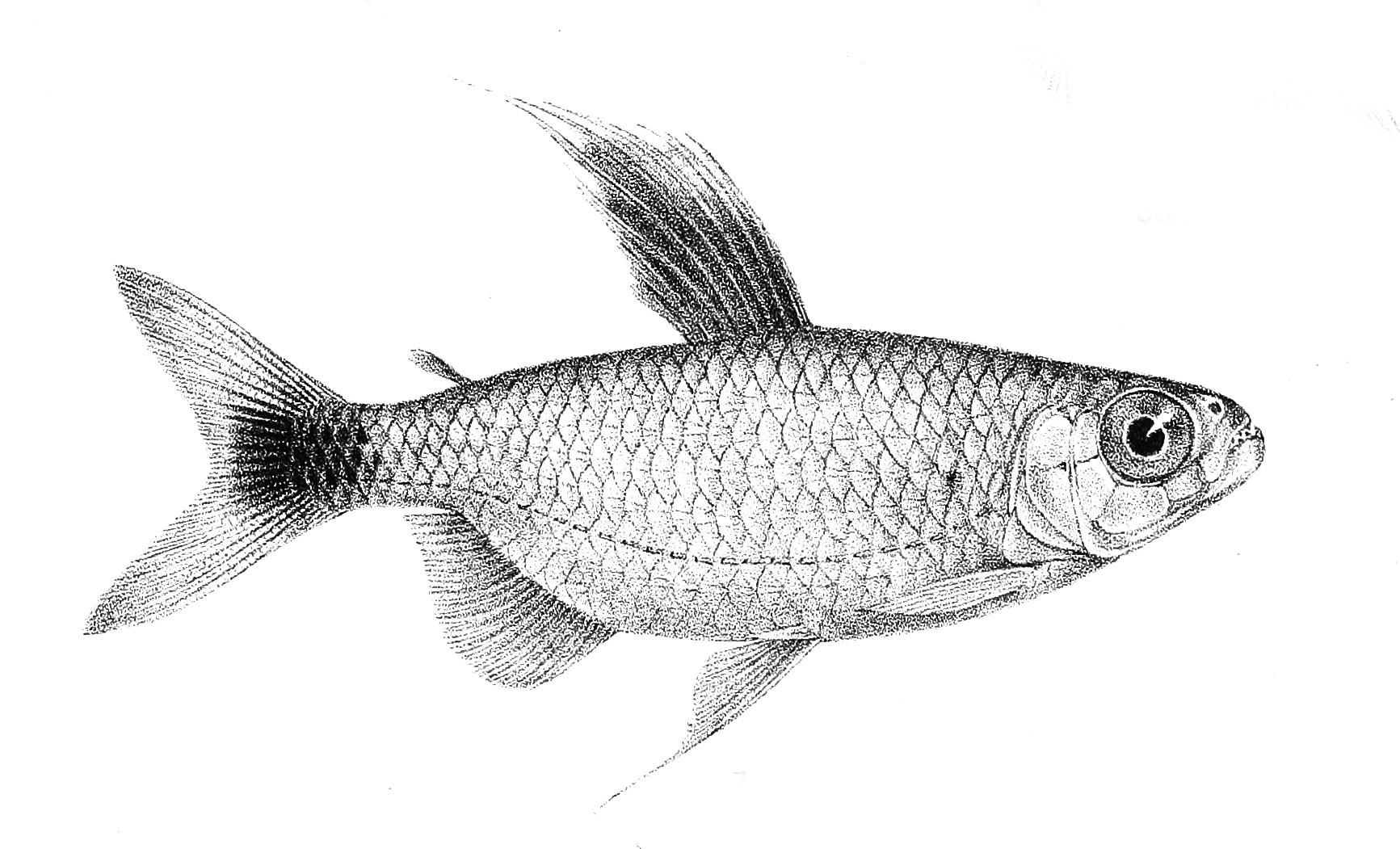
Brycinus intermedius
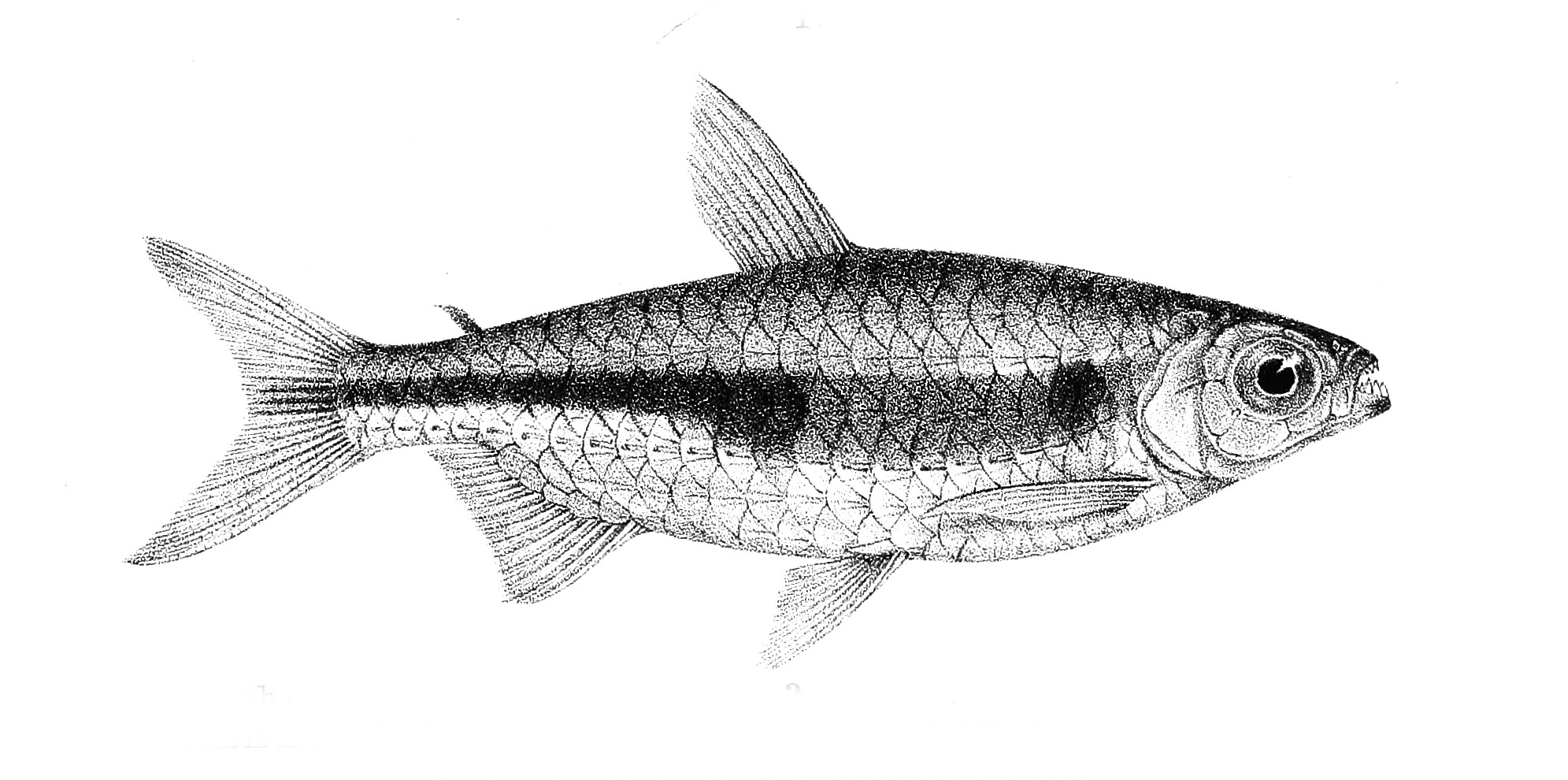
Brycinus opisthotaenia